# Caphornia magellanica
Caphornia magellanica là một loài bướm đêm trong họ Noctuidae.